# Csandrakírti
Csandrakírti (kínai: 月称, pinjin: Yuèchēng, japán: Gesshō; tibeti: ཟླ་བ་གྲགས་པ་, wylie: zla ba grags pa;  600. körül - 650) buddhista tudós volt a Nálanda egyetemen az ókori India északi részén. Nágárdzsuna tanítványa volt, akinek több művéhez is készített szövegmagyarázatot. Egy brahmin családba született Dél-Indiában.

## Tanításai és művei
Csandrakírti volt a tibeti buddhisták által Uma Thelgyur (wylie: dbu ma thal 'gyur) névre keresztelt iskola legnevesebb alakja. Ez az iskola a madhjamaka filozófia egyik megközelítése volt, amelyet úgy fordítottak vissza szanszkrit nyelvre, hogy prászangika, amely magyarul annyit tesz, hogy a „konzekvencialista” vagy „dialektikus” iskola.
A műveiben Csandrakírti megvédte Buddhapálitát Bhávivekával szemben, aki szerinte elfogadta az autonóm szillogizmust.  Hasonlóképpen elutasított egy sor korábbi buddhista nézetet, mint például a vidzsnyánaváda, avagy idealista iskoláét.
Csandrakírti művei közé tartozik a Praszannapadá—magyarul „tiszta szavak”—, amely Nágárdzsuna Múlamadhjamakakáriká és  Madhjamakávatára című műveihez készített szövegmagyarázat. A Madhjamakávatára jelenti a tibeti egyházi egyetemek egyik legfőbb forrását a súnjata (üresség) tana és a madhjamaka iskola filozófia tanulmányozásában.

## Egy későbbi Csandrakírti
A Csarjapada tibeti fordítása szerint egy bizonyos Munidatta állította össze a kötetet, a szanszkrit kommentárjának címe Csarjágítikosavrtti, és az anyanyelvi tibeti fordítója (locava) volt Csandrakírti. Ez egy későbbi Csandrakírti, aki segédkezett a buddhizmus későbbi tibeti elterjesztésében.

## Főbb művei
- Praszannapadá (Tiszta szavak): szövegmagyarázat Nágárdzsuna Múlamadhjamakakáriká című művéhez
- Madhjamakávatára (Belépés a középútba avagy segédlet a középúthoz)[4]
- Csatuhsatakatíká (Szövegmagyarázat a négyszázhoz): szövegmagyarázat Árjadéva 400 soros verséhez[5]